# ロギンス&メッシーナ
ロギンス&メッシーナ(Loggins and Messina)は、アメリカ合衆国の2人組音楽グループ。

## 概要
ケニー・ロギンスとジム・メッシーナによって結成され、1971年、コロムビア・レコードよりアルバム『シッティン・イン (Sittin' In)』でデビュー。9枚のアルバム(1977年にリリースされたコンピレーションアルバム『ベスト・フレンズ(The Best of Friends)』を含む)をリリース。70年代前半に「ダニーの歌」、「ママはダンスを踊らない」、「愛する人」、「放課後のロックンロール・パーティー」などのシングルをヒットさせた。しかし1976年にコンビは解散。2005年に再結成され、ライブ活動を展開している。

## ディスコグラフィー
- 1971: シッティン・イン - Sittin' In
- 1972: ロギンス&メッシーナ - Loggins and Messina
- 1973: フル・セイル - Full Sail
- 1974: オン・ステージ(ライブ) - On Stage
- 1974: 進世界(マザー・ロード) - Mother Lode
- 1975: ソー・ファイン - So Fine
- 1975: ネイティブ・サンズ - Native Sons
- 1976: フィナーレ - Finale
- 1977: ベスト・フレンズ - The Best of Friends
- 2005: The Best: Sittin' in Again
- 2005: リユニオン・ライヴ　2005　～　シッティン・イン・アゲイン - Live: Sittin' In Again at the Santa Barbara Bowl